# 伊予鉄道ハ500形客車
伊予鉄道ハ500形客車（いよてつどうハ500がたきゃくしゃ）は、伊予鉄道に在籍した客車の形式である。
第二次世界大戦後、老朽化した種々雑多な2軸木造客車の台枠・走行装置を流用し、2両ずつ接合して1両の2軸ボギー木造客車とするという大胆な工法によって、伊予鉄道に当時存在した非電化区間の輸送単位の規格化・サービスの改善を実現した。
本項では同様の来歴で改造された姉妹形式であるハフ550・ハニフ570形についても取り扱う。

## 改造経緯
伊予鉄道では1931年-1937年にかけ、松山市から郊外に向かう各線全線について762mm軌間から1,067mm軌間への改軌工事を実施し、高浜線については電化されて電車も走るようになったが、その他の路線の全列車と高浜線貨物列車については、第二次世界大戦後も開業以来の甲1形を筆頭とする、多数の蒸気機関車で運行されており、これら老朽機関車群の代替が急務となりつつあった。
そこで同社は、将来に渡って大きな輸送需要が見込まれた郡中線については、高浜線と同様、1950年に全線の改軌・線路規格改良と電化工事を実施、さらに1967年に架線電圧を直流750Vに昇圧した。
これに対し、残る横河原・森松の両線については、1950年代初頭の段階で輸送需要が電化実施するほどの規模ではなく、むしろ漸減傾向を示し続けており、将来性や費用対効果の観点で大規模な設備投資には問題があった。
このため、両線はしばらくは軽便鉄道規格かつ蒸気動力のままでの運行が続けられた。だが、その後の燃料事情の変化で軽油が妥当な価格で入手可能となり、かつ良質石炭の価格が急騰したことから、巨額の設備投資を要する電化ではなく内燃動力への転換による近代化が計画されるようになった。しかし、その一方でこれら2線は762mmから1,067mmへ軌間が改軌されたものの、建築限界や車両限界は軽便鉄道時代のままであった。そのため、他社のように国鉄からの払い下げ等で通常の気動車を導入することもできず、また独自設計の新造車を投入するのも困難であった。
そうした中、懸案となっていたこれら両線の近代化問題の解決策が、軌道線電車の新造・改造工事に携わっていた広瀬車両の担当者から伊予鉄道にもたらされた。既存の蒸気機関車を改造し、低燃費のディーゼル機関車とするという方法論と、それを提唱・実践する車両メーカー森製作所の森貫一社長が紹介されたのである。こうして森の勧めに従い、既存の6号機関車から台枠・輪軸等を流用した9t級B型ディーゼル機関車が森製作所により製造され、DB-1として1953年4月に竣工した。
試験の結果これが好成績であったことから、伊予鉄道は社内に残存する蒸気機関車のディーゼル機関車への全面置き換えを決定した。この際、資金調達面の問題から大量生産による量産効果を背景とした低価格の新車、それも割賦販売を提案した新三菱重工業の案が採用され、1953年末から1954年初頭にかけて新三菱重工業三原製作所でDB-2 - 7の6両、1954年8月にDB-8が竣工し、開業以来の蒸気機関車が全て淘汰された。これらディーゼル機関車の導入が始まった1953年の時点では、客車については明治以来のドイツ製輸入車を含む軽便鉄道規格の2軸客車が使用されており、蒸気機関車と同様に製造後60年以上経過するものが含まれていて老朽化が目立つようになっていた。
当然ながらこちらもそのまま放置できる状況ではなく、ディーゼル機関車でさえ割賦払いでようやく購入可能となった程度の、きわめて厳しい財政の中で近代化の道が模索されることとなった。
こうして、1954年から1957年にかけて自社車両課古町工場で既存のこれらの小型客車を2両単位で結合して（両線用としては）大型の2軸ボギー客車に改造する工事が順次実施され、以下の3形式21両がディーゼル機関車牽引用客車として用意された。
- ハ500形501 - 509
  - 1954年から1957年にかけて改造。客室のみを設置する並等車。定員75名。
- ハフ550形551 - 556
  - 1954年から1957年にかけて改造。室内灯用蓄電池を搭載し、松山市寄り車端部側窓2枚分を車掌室として車掌弁を設置する、並等緩急車。定員70名。
- ハニフ570形571 - 576
  - 1955年から1957年にかけて改造。室内灯用蓄電池を搭載し、横河原・森松寄り車端部を専用の荷物扉付きで車掌弁を備える荷物室とした、並等・荷物合造緩急車。定員60名。荷物室最大荷重2t。

2軸の小型車を接合して1両の2軸ボギー車を製作する工事については、戦時中の近江鉄道や1949年の下津井電鉄で前例が存在しており、他にも同時期の栃尾鉄道（後の越後交通栃尾線）にも同様の事例が存在したが、それらはいずれも戦中戦後の資材難の中での窮余の策として実施したものであり、戦後経済が比較的安定してきてからこのような工事を、それも前時代的な木造車体をわざわざ新製の上で実施した本形式は、きわめて特異な事例であった。

## 車体
2軸客車の短い台枠を2両分接合して1両分の長い台枠を製作し、この上に最大幅2,207mm、最大長12,160mmで浅いシングルルーフ構造の屋根を備えた木造車体を搭載する。自重は約10tで、いかに小型の木造車とはいえ、非常に軽い車体であったことがわかる。
台枠は変形防止のためにトラス棒を下に取り付け、ターンバックルによって締め付けることで台枠の垂下を防止し、横梁を大きく張り出した構造となっている。
窓配置はハ500とハフ550形がD 16 D、ハニフ570形がD 12 Dd(1)1（D：乗降デッキ、d：荷物扉、数字：窓数、(1)：戸袋窓）で客用窓は1段下降式、1段ステップ付きの乗降デッキには側面扉はなく、デッキと客室の仕切に引き戸が設けられるのみで、デッキ部は鎖こそ渡されていたものの、走行中も開放状態のままであった。
側板は腰板部に短冊状の羽目板を並べ、窓下に補強用のウィンドウシルを打ち付けるが、窓上の幕板部は細長い板を打ち付けて窓上部補強用のウィンドウヘッダーを省略した、すっきりとした外観となっている。なお、妻面には引き戸による貫通扉が設けられているが貫通幌は設置されておらず、渡り板と手すりが取り付けられているのみである。通風器はガーランド式のものを屋根上中央に1列、等間隔で4基ないしは5基設置しており、この種の通風器の定石通り、車内側換気口は室内灯具と一体となっている。
客室の座席は全車ともロングシートで、混雑時の乗降を容易にするために車端部の座席は省略されており、車内には網棚は設置されているがつり革は設置されていない。

## 主要機器
ブレーキは各車のデッキ部に設置された手用ブレーキに加えて、常用ブレーキとしてブレーキ管引き通しによる自動空気ブレーキが搭載されている。連結器は開業以来のシングルバッファーを備えるねじ式連結器である。
室内灯の電源は蓄電池によっており、これはハフ550形とハニフ570形に搭載されている。また、客扱いを行う車掌から機関車の運転士に発車の合図を送るためのブザー回線が用意されており、そのためのジャンパー線が各車間に渡されていた。

## 台車
2軸客車の輪軸・軸箱・ペデスタル部を流用し、それらを形鋼材を組んだ台車枠に組み込む形で製作された、自社製の軸ばね式台車を装着する。この台車は外観・機構共に国鉄TR23形台車の縮小版と呼べるものであり、特に部品の分割構成などに国鉄客車の標準型であった同形式を参考としたことを窺わせる設計となっている。
軸受は当初、種車のままの平軸受であったが、これは後にころ軸受に改造された。

## 運用
当初は在来の2軸客車群と混用されたが、定数が揃った後は原則的に松山市寄りから順にハフ550形・ハ500形・ハニフ570形の3形式各1両で3両1編成を構成して運用された。これによる定員は205名で、一般的な地方私鉄であれば気動車2両でまかなえる輸送量である。
通常時はこの1編成をディーゼル機関車1両で、ラッシュ時には2編成を組み合わせた6両編成をディーゼル機関車2両で牽引して横河原・森松の両線で使用された。なお、このように各車の機能分担を明確にし、なおかつ設備の規格化と輸送単位の均一化を図った客車の固定編成を、それも多数揃えて集中運用したケースは、日本の地方私鉄では戦前戦後を通じて伊予鉄道のこの事例が唯一である。なお、運用期間中に腰板や妻板に鉄板を貼り付け、いわゆるニセスチール車とする工事が順次実施されたが、廃車まで未施工のままであった車両も少なからず存在した。
その後森松線・横河原線とも乗客数も減少したため、森松線は自社のバス路線に代替される形で1965年に廃止された。しかし、残る横河原線については一時は部分廃止も検討されたものの、沿線の重信町（現在の東温市）が強く反対し、また1960年代後半に愛媛県営牛渕団地をはじめ沿線の大規模な宅地開発計画が立てられて将来的に大幅な乗客増の見込みがあったため、同線全線の存続と近代化が決定された。
こうして横河原線は線路規格が高浜・郡中両線と同等に改良され、1965年に松山市‐平井間、1967年に平井‐横河原間がそれぞれ直流750Vで電化された。こうした事情から、1965年の森松線廃止と横河原線の部分電化の際に両線で用いられていた機関車・客車に余剰車が発生、異端車であったDB-1や、当時残存していた2軸客車全車と共にハ501 - 503・505が廃車となった。さらに1967年10月の横河原線全線電化完成によって残存車も不要となったため、本形式を含むボギー客車3形式はDB-2 - 8と共に全車除籍されている。

## 廃車後
横河原線の全線電化に伴う除籍処分後、ディーゼル機関車は1両が他社へ売却されて転用されたが、本形式を含む客車3形式17両はその車両限界の特殊性や運輸省がその淘汰を各社に指導していた木造車であったことなどから他社への譲渡は行われず、大半が解体処分された。
その一方で、一部は記念物として保存対象とされた。そこでDB-2をDB-1と改番の上で、前年の森松線廃止・横河原線部分電化の段階で既に除籍されていたにもかかわらず留置されていたハ501・502の2両とハフ555、それにやはり除籍後も長期留置となっていた2軸車のニ12を組み合わせた1編成が選出され、伊予鉄道直営の梅津寺パークに保存・展示された。もっとも、これらも後に老朽化により解体処分されたため、全車とも現存しない。ただし、廃車解体時に発生した一部の台車が、現在も古町工場で検査・改造工事などの際の仮台車として使用されている。